# Per Josefsson
Pour les articles homonymes, voir Josefsson.
 (juin 2017).
Per Josefsson est un investisseur suédois, un philanthrope et le directeur d'un des plus grands hedge funds européens, Brummer & Partners. Il en est l'un des fondateurs et un des plus grands propriétaires. Ce fonds, qui gère plus de 127 milliards de couronnes (2016) a entre autres des filiales à New York, Los Angeles, Londres, Singapour et Dhaka.
Per Josefsson est aussi lié aux projets du monde de l'art, où il joue le rôle de mécène. Il a fait plusieurs dons d´œuvres d'art et des dons en numéraire au musée d´Art moderne de Stockholm. Sa femme, Lena Josefsson, et lui sont membres du Museum of Modern Art International Council à New York.[réf. nécessaire]